# Andreas Teufl
Andreas Teufl (* 12. Februar 1963 in Sankt Gilgen) ist ein österreichischer Politiker der Freiheitlichen Partei Österreichs (FPÖ). Seit Juni 2018 ist er Abgeordneter zum Salzburger Landtag. Bis Oktober 2022 führte er das Faistenauer Hotel „Alte Post“.

## Leben

### Ausbildung und Beruf
Andreas Teufl besuchte nach der Volks- und Hauptschule in Faistenau 1977/78 den Polytechnischen Lehrgang in Thalgau. Anschließend absolvierte er eine Lehre zum Karosseriebauer in Salzburg. Nach dem Präsenzdienst und einer Zeit als UNO-Soldat auf den Golanhöhen war er von 1984 bis 2001 Bereichs- und Produktionsleiter beim Gewürzhersteller Wiberg in Salzburg und Freilassing.

### Hotel Alte Post
Frau Gabriela Grill († 15. August 2021), mit der er zwei Kinder hat, brachte das „Hotel Alte Post“ in Faistenau in die Ehe ein, welches Andreas Teufl zwischen 2001 und 2022 als Geschäftsführer und zuletzt als Inhaber führte. Der ursprünglich „Gasthaus auf der Gschwandt“, später „Postwirt“ genannte Gasthof auf dem Dorfplatz neben der Tausendjährigen Linde stammt wahrscheinlich aus dem 14. Jahrhundert und wurde bis 1724 von der Familie Tanzberger geführt. Am 21. Feber 1724 heiratete die Witwe Maria Tanzberger (geb. Kerschbaumer aus Abtenau, 1690–1762) Herrn Joseph Grill aus St. Gilgen und nahm seinen Namen an. Bis zum Jahr 2001 scheint der Postgasthof, der 1937 von Landeshauptmann Franz Rehrl mit dem Titel „Erbhof“ ausgezeichnet worden war, daher meist als „Gasthof Grill“ auf.

## Politische Laufbahn
1999 wurde Andreas Teufl Mitglied der Gemeindevertretung bzw. der Gemeindevorstehung in Faistenau.
Bei den Faistenauer Bürgermeisterwahlen 2009 erreichte Teufl 22,1 % der abgegebenen Stimmen. Ab 2013 fungierte er als stellvertretender Landesobmann der Freiheitlichen Wirtschaft Salzburg. Bei den Bürgermeisterwahlen 2014 erreichte er 28,6 % der abgegebenen Stimmen und wurde Vizebürgermeister von Faistenau (bis 2019).
Am 13. Juni 2018 wurde Teufl in der konstituierenden Landtagssitzung der 16. Gesetzgebungsperiode als Abgeordneter zum Salzburger Landtag angelobt. 2022 übernahm er die Funktion des Bezirksobmannes der FPÖ Flachgau von Hermann Stöllner.
Zu Beginn der 17. Gesetzgebungsperiode wurde er am 14. Juni 2023 zum Zweiten Landtagspräsidenten gewählt. Im Juli 2023 folgte er Christian Pewny als Landesobmann der Freiheitlichen Wirtschaft Salzburg (FW) im Ring Freiheitlicher Wirtschaftstreibender nach.

## Kritik
2009 lud Andreas Teufl Heinz-Christian Strache zu einer Wahlkampfveranstaltung ins „Hotel Alte Post“ ein, wo dieser am 13. Februar 2009 auftrat. Strache wurde von einem Teilnehmer hörbar mit dem „Hitlergruß“ willkommen geheißen, ein Vorfall, der zu einer Parlamentarischen Anfrage führte.
Nachdem sein „Hotel Alte Post“ Covid-Hilfen in Höhe von annähernd ¼-Million Euro erhalten hatte, verkaufte es Andreas Teufl an eine Wohnbaufirma, beklagte allerdings mangelnde finanzielle Unterstützung durch die Politik, weswegen der verkaufen müsse.
Später begründete er den Verkauf des Hotels mit dem frei erfundenen Vorwurf, er müsse den Gasthof wegen der „vom Bürgermeister [Josef Wörndl] verordneten Parkplatzanforderungen“ u. ä. schließen. Da Bürgermeister dafür gar nicht zuständig sind, wehrte sich Bürgermeister Wördl, wobei es bei einer Gemeindevertretungssitzung zu einer heftigen Auseinandersetzung kam.